# Sawa (Tutunow)
Sawa, imię świeckie Siergiej Andriejewicz Tutunow (ur. 19 lutego 1978 pod Paryżem) – rosyjski biskup prawosławny.

## Życiorys
Posiada podwójne obywatelstwo francuskie i rosyjskie. W 1999 r. ukończył studia licencjackie w zakresie matematyki na uniwersytecie Orsay-Paris XI. Następnie w latach 1999–2001 kształcił się w moskiewskim seminarium duchownym. W 2001 r. złożył wieczyste śluby mnisze na ręce arcybiskupa eukarpijskiego, egzarchy zachodnioeuropejskiego Sergiusza, przyjmując imię zakonne Sawa na cześć świętego mnicha Sawy Storożewskiego. W 2005 r. ukończył Moskiewską Akademię Duchowną, broniąc pracy kandydackiej poświęconej reformie zarządu eparchii wprowadzonej przez Sobór Lokalny Rosyjskiego Kościoła Prawosławnego w latach 1917–1918. Od 2003 r. służył w eparchii chersoneskiej, zaś od 2006 r. pracował w Wydziale Zewnętrznych Stosunków Cerkiewnych Patriarchatu Moskiewskiego.
24 maja 2006 r. metropolita smoleński i kaliningradzki Cyryl wyświęcił go na hierodiakona, zaś 19 sierpnia tego samego roku – na hieromnicha. Od tego samego roku był wykładowcą Moskiewskiej Akademii Duchownej i seminarium duchownego w Moskwie. W 2009 r. mianowano go sekretarzem głównej kancelarii Patriarchatu Moskiewskiego. Rok później otrzymał godność ihumena.
W 2010 r. Święty Synod mianował go zastępcą kanclerza Patriarchatu Moskiewskiego oraz pierwszym kierownikiem służby kontrolno-analitycznej przy kancelarii Patriarchatu, struktury odpowiedzialnej za sprawdzanie doniesień o naruszeniach w eparchiach, a także ustalanie okoliczności niewykonania lub spóźnionego wykonania poleceń patriarchy i Świętego Synodu. Od 2011 r. był równocześnie proboszczem parafii św. Eliasza w Moskwie-Czerkizowie, zaś w 2012 r. otrzymał godność archimandryty.
26 lutego 2019 r. otrzymał nominację na biskupa zielenogradzkiego, wikariusza patriarchy moskiewskiego i całej Rusi. Jego chirotonia biskupia odbyła się 3 marca tego samego roku pod przewodnictwem patriarchy moskiewskiego i całej Rusi Cyryla, w soborze Chrystusa Zbawiciela w Moskwie.
Poparł rosyjską inwazję na Ukrainę w lutym 2022 r.